# داوید دیگز
داوید دیگز (انگلیسی: Daveed Diggs؛ زادهٔ ۲۴ ژانویهٔ ۱۹۸۲) بازیگر و خواننده رپ اهل ایالات متحده آمریکا است.
از فیلم‌ها یا برنامه‌های تلویزیونی که وی در آن نقش داشته‌است، می‌توان به اعجوبه و فردیناند اشاره کرد. علت شهرت وی گروه موسیقی کلیپینگ و ایفای نقش لافایت در موزیکال همیلتون است.